# Franz-Xaver-Kapelle (Heggen)

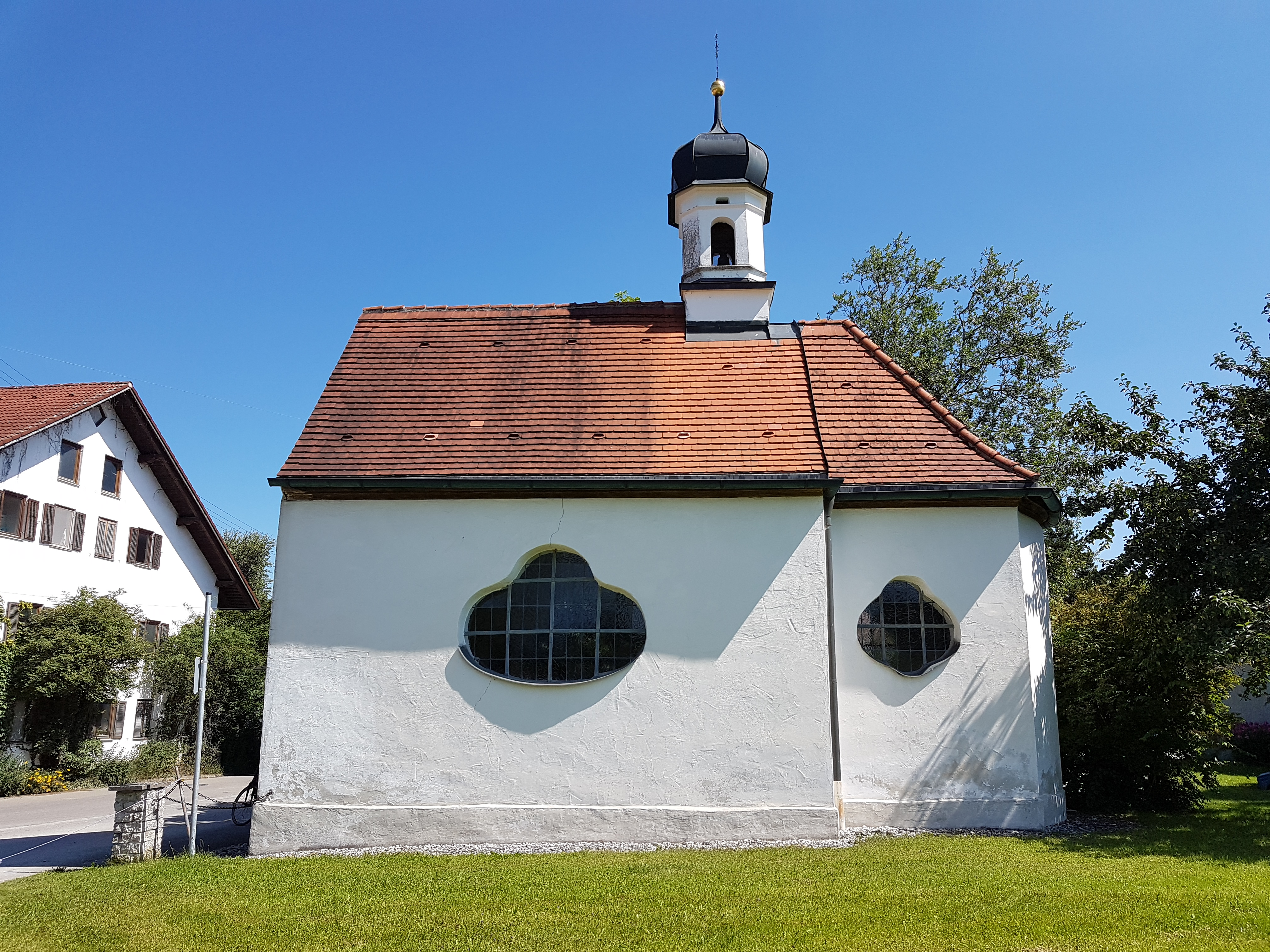
Franz-Xaver-Kapelle in Heggen

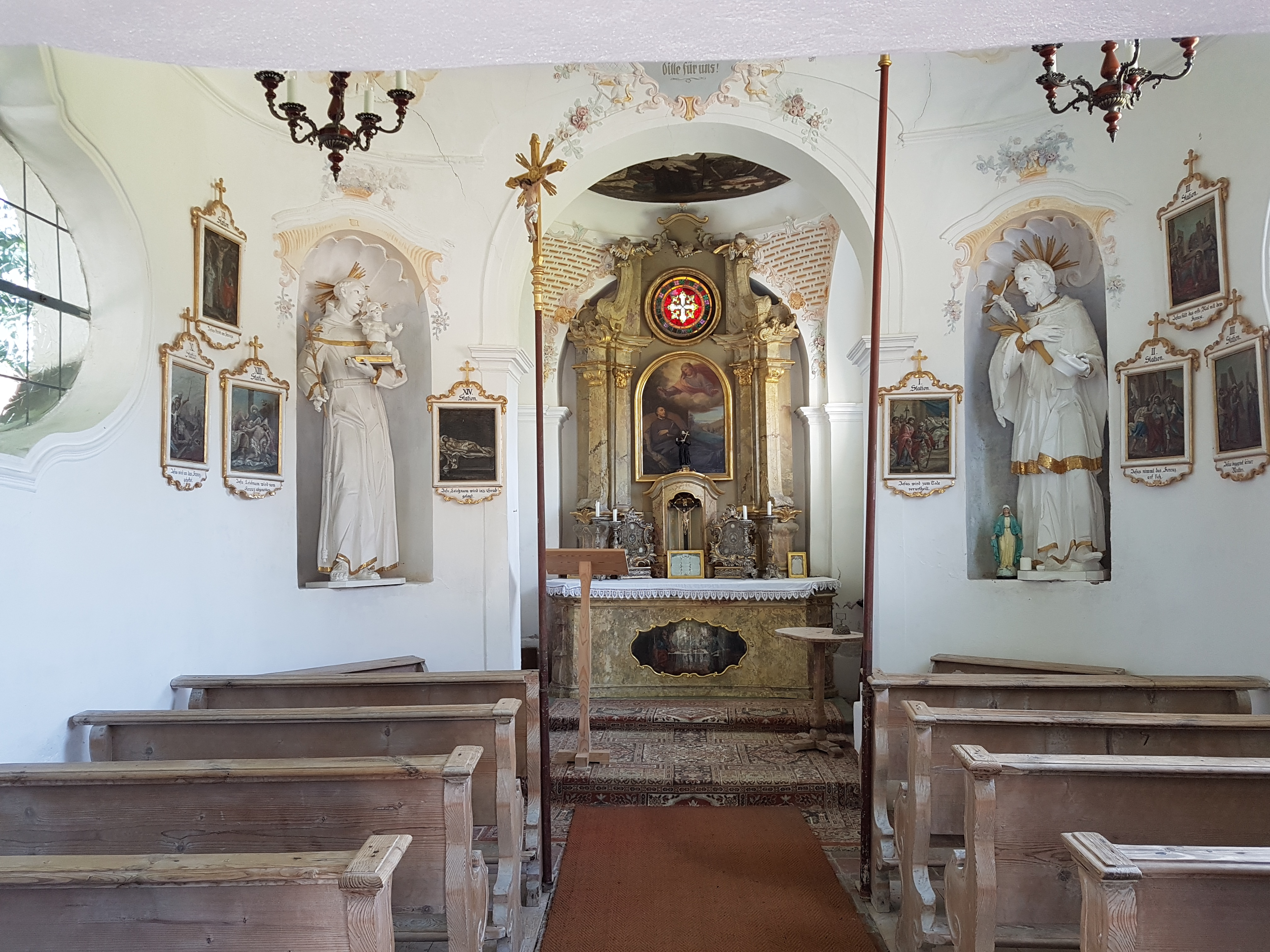
Inneres

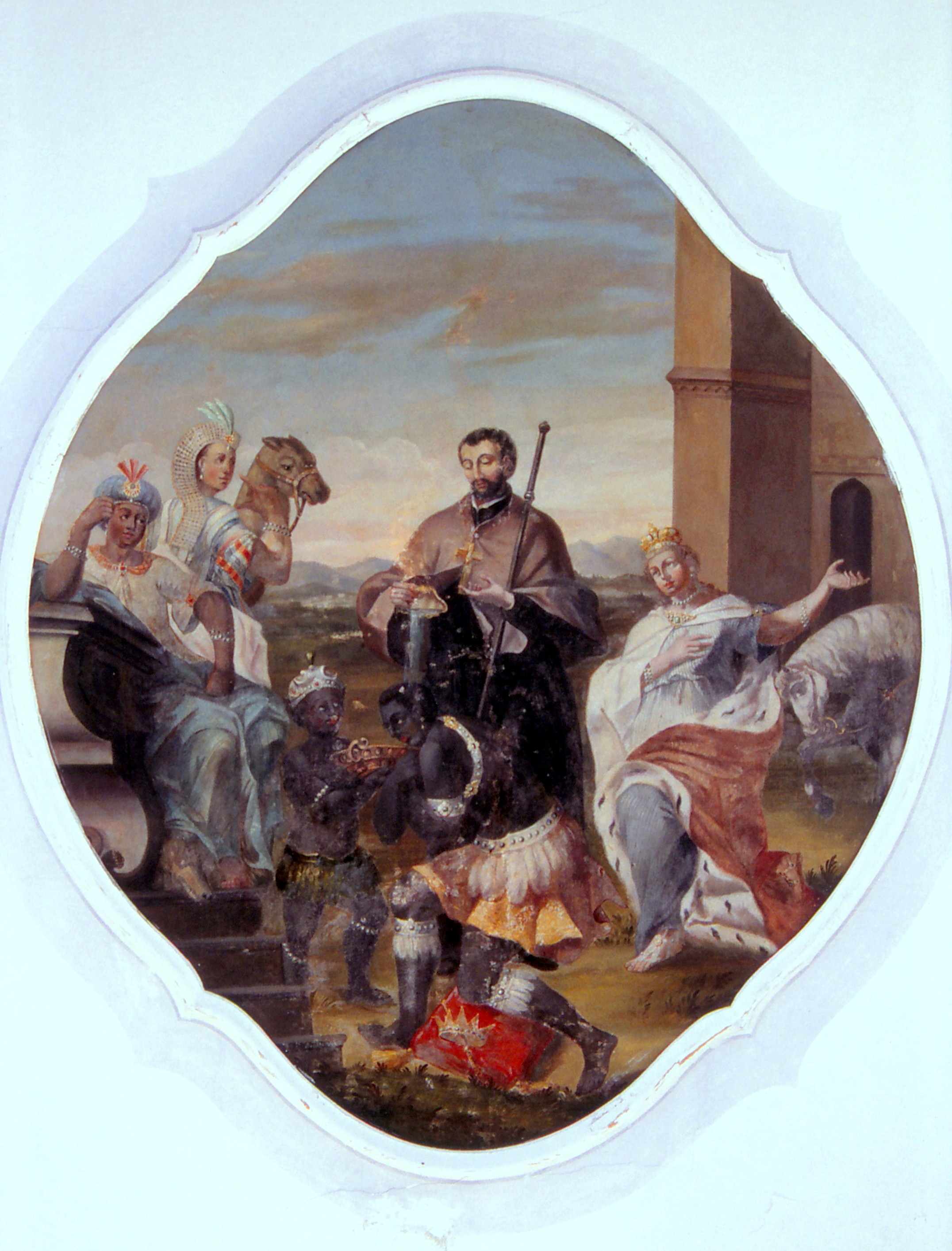
Deckengemälde

Die römisch-katholische Kapelle St. Franz Xaver steht in Heggen, einem Gemeindeteil von Stötten am Auerberg im schwäbischen Landkreis Ostallgäu in Bayern. Die Kapelle ist dem heiligen Franz Xaver gewidmet. Das Bauwerk ist in der Liste der Baudenkmäler in Stötten am Auerberg als Baudenkmal unter der Nr. D-7-77-171-21 eingetragen.

## Beschreibung
Die 1749 gebaute Kapelle wird Franz Karl Fischer zugeschrieben. Sie besteht aus einem Langhaus und einem eingezogenen, flachrund geschlossenen Chor im Osten mit Fenstern in Form eines Dreipasses. Aus dem Satteldach des Langhauses erhebt sich im Osten ein quadratischer Dachreiter mit einem achteckigen Aufsatz, der die Kirchenglocke beherbergt und der mit einer Zwiebelhaube bedeckt ist. Der Innenraum ist zentral mit einer Pendentifkuppel überspannt. Das Bandelwerk und der Stuck werden dem Umkreis von Joseph Fischer zugeschrieben. Die Deckenmalerei stammt von Anton Joseph Walch. In Nischen neben dem Chorbogen stehen die Statuen des Antonius von Padua und des Franz Xaver.